# تراخوما
الحُثَار أو الحَثَر أو التراخوما أو التهاب المُلتحمة الحُبيبي أو الرَمَد الحُبَيْبي مرض معد تسببه المتدثرة الحثرية ويمكن أن يؤدي الاحتكاك الدائم للرموش بالقرنية بعد مرور الوقت إلى العمى 
حددت منظمة الصحة العالمية هدفا يتمثل في القضاء على الحُثار تسبب العمى بحلول عام 2020. بالتعاون مع الحكومات الوطنية والعديد من المنظمات غير الربحيه باستخدام برامج مراقبة منظمة الصحة العالمية أوصت الاستراتيجيه الامنه، التي تشمل جراحة لتصحيح مراحل متقدمة من المرض.
يصنف مع الأمراض المدارية المهملة.
المتدثرة بكتيريا إجبارية التطفل، تتأثر بالعديد من المواد الدوائية وخاصة مشتقات السلفا وبعض المضادات الحيوية كالسيكلينات الأيرتروميسين، والياسمين.
يعطي بكتيريا الحُثار في أنسجة الجفن حبيبات صغيرة توجد حول نواة الخلية، وتوجد تلك الحبيبات في السيتوبلازما محتوية على فيروس الحُثار بدرجة الحرارة العالية، وتحتفظ بكتريا الحُثار بحيوية لمدة أسبوع أثناء الرطوبة والبرد أما فترة العدوى غير الظاهرة، التي يكون المريض خلالها حاملاً للمرض بدون أن تظهر الأعراض، فهي من (5 -14) يوماً.

## العدوى
لم تختف الحُثار بل تقريباً من العالم الصناعي، وذلك بفضل تحسين الصرف الصحي والمعيشي، فإنه لا يزال يعاني منها العالم النامي. وهذا المرض يمكن أن يسبب العمى مازال متفشيا في أفقر مناطق أفريقيا وآسيا والشرق الأوسط وبعض أجزاء من أمريكا اللاتينية وأستراليا.. حاليا، 8 ملايين شخص من المكفوفين نتيجة التراخوما، و 84 ملايين يعانون من الإصابة النشطة.
ينقل الشخص المصاب العدوى عن طريق اليدين أو الألبسة أو الذباب الذي يحطّ على وجه الشخص السليم. وتبدأ العدوى، في غالب الأحيان، في مرحلة الرضاعة أو الطفولة وتصبح حالة مزمنة بعد ذلك.

## الأعراض
تقضي البكتريا فترة حضانة تتراوح ما بين 5 إلى 12 يوما ويشعر المريض بعدها بأعراض في العين مثل التهاب الملتحمة، أو تهيج شبيه بمرض «العين الزهرية».
الأعراض الأخرى تتضمن:
- إفرازات من العين
- انتفاخ الأجفان
- انحراف الأهداب (نموها للداخل)
- تورم العقد اللمفاوية الموجودة أمام الأذن
- ندوب بالقرنية

تتسبّب تلك العدوى، إذا لم تُعالج، في انقلاب جفن العين الذي يؤدي بدوره إلى احتكاك أهداب العين بالمقلة، ممّا يتسبّب في آلام مبرّحة وتندّب الجفن. وتؤدي كل تلك المشكلات إلى حالة عمى، عادة، بين سنّ الثلاثين أو الأربعين ويصيب العمى النساء بنسبة تفوق نسبة الرجال المصابين بثلاثة أضعاف، وقد يعود سبب ذلك لنزوع النساء إلى مخالطة الأطفال المصابين عن كثب.
مصر تعتبر من أكثر دول العالم التي تتوطّن بها جرثومة الرمد نظرا لطبيعة المناخ والبيئة ولا زال العامّه يطلقون على طبيب العيون مسمّى دكتور الرمد بل ولا زالت المستشفيات الجامعية بالقصر العينى والدمرداش تطلق على عيادة العيون الخارجيّه اسم: عيادة الرمد

## التشخيص
ظهور حبيبات في الجفن ورؤيتها بالعين المجردة، واحمراراً بدرجة حادة مع نمو هذه الحبيبات، والتحليل المجهري يعطي التشخيص الأكيد بظهور البكتيريا «الحُثار» في محتويات الحبيبات الصغيرة.

## الوقاية
رغم أنه تم القضاء على الحُثار في كثير من البلدان المتقدّمة في القرن الماضي، لا يزال هذا المرض مستمر في مناطق عديدة من المجتمعات النامية بالأخص المجتمعات التي لا تحصل على كمية كافية من المياه والمرافق الصحية. في كثير من هذه المجتمعات المرأة هي ثلاث مرات أكثر عرضة من الرجال للعمى من جرّاء هذا المرض بسبب أدوارهم الرعائية في الأسرة.

## تطور المرض
إذا لم يعالج المرض جيدا بالمضادات الحيوية عن طريق الفم، قد تسوء أعراضه وتؤدي إلى العمى نتيجة تقرّح القرنية وتكوُّن الندوب على سطحها. الجراحة قد تكون ضرورية لإصلاح تشوه الأهداب.
مرض التراخوما من أقدم أمراض العين التي سُجّلت في التاريخ، حيث سجلت حالة في العام 27 قبل الميلاد.
معظم الناس المصابين بالحُثار يعيشون في الدول النامية والدول مدقعة الفقر في أفريقيا، الشرق الأوسط، وآسيا، ونجده نادراً في الولايات المتحدة الأمريكية. يمكن معالجة المرض بالمضادات الحيوية وتتم الوقاية منه بالنظافة الصحية والتثقيف الصحي. طبقا لمركز مكافحة المرض (Centers for Disease Control): " لايوجد مسح احصائي وطني أم عالمي لمرض الحُثار. العمى نتيجة للحُثار قد تم القضاء عليه في الولايات المتحدة الأمريكية. آخر الحالات التي وجدت كانت ضمن الهنود الأمريكان وفي "ابلاشيا- شرق أمريكا").
في العام اصدر1913 الرئيس وُودرو ولسون " Woodrow Wilson " مرسوما خصص فيه اعتمادا ماليا للقضاء على المرض. في أواخر الثلاثينات، أعلن عدد من أطباء العيون نجاحهم في علاج الحُثار باستخدام مضادات السلفا الحيوية. في العام 1948 عهد إلى فنسنت تابون "Vincent Tabone" (والذي أصبح فيما بعد رئيس مالطا) الإشراف على حملة لمعالجة الحُثار باستخدام أقراص السلفا وقطرات العين.

## المبادرة الدولية
حددت منظمة الصحة العالمية مبادرة اعتمدت على 4 أركان أساسية:
1- جراحة مضاعفات الرمد الحبيبي.
2- علاج الالتهابات الناتجة عن المرض بالمضادات الحيوية.
3- تحسين نظافة الوجه لأن من العوامل المؤدية للمرض تلوث منطقة الوجه حيث ينتقل المرض من شخص لآخر.
4- تغيير الوسط بمعنى نظافة البيئة المحيطة بالإنسان بصورة كافية.